# Платонов (хутор)
Платонов — хутор в Тацинском районе Ростовской области.
Входит в состав Ермаковского сельского поселения.
Население 2 человека.

## География
На хуторе имеется одна улица — Зелёная.

## Население
| 2010 |
| ---- |
| 2    |